# 重立路
重立路（Chongli Rd.）為高雄市左營區的道路，大致呈S形，起端為自由三路202巷，末端止於重文街。

## 行經行政區域
- 左營區

## 沿線設施
（由東至西）
- 全家便利商店高雄孟立店
- 私立丹苨薾幼兒園
- OK便利商店高雄重立店
- 高雄市立新民國民小學
- 文自重立停車場

## 公共自行車
- 高雄市公共自行車租賃系統：
  - 新民國小(重立路232巷口)：重立路228號(對側人行道)
  - 新民國小(重立路)：重立路342號(對側人行道)
  - 博愛重立路口南側：博愛三路526號(旁人行道)

## 相關連結
- 高雄市主要道路列表